# 니혼쨩
니혼쨩(일본어: ニホンちゃん)은 인터넷 게시판 2채널의 뉴스 속보판에서 탄생한 캐릭터이다.
또한 니혼쨩은 "본 드라마는 픽션이며, 실제로 존재하는 국가·지도자와는 전혀 관련이 없습니다."라고 소개하고 있다.

## 개요
니혼쨩은 일본을 시작으로 세계의 여러 나라들을 모에화하였는데, 이는 현대 정치나 국제 문제, 역사 등을 재미있게 창작하여 투고한다는 취지의 모에 의인화이다. 작품 중에는 풍자 효과가 나타난 것도 있으며, 단순한 캐릭터로 놀고 있는 경우도 있다.
다수의 작가에 의해 많은 작품이 공개되지만 각각의 작품 모두에 보편적인 공통 인식 (세계관이나 캐릭터 설정 등)이 있다고는 할 수 없으며, 작품마다 설정이 다소 차이가 난다는 점이 허용되기 때문에 작가의 수만큼 니혼쨩의 세계는 존재한다.
니혼쨩은 2001년 7월 9일 낮 12시 27분, 2채널 뉴스 속보판에 게재된 《한국이 반대로 나오자 일본에 제재 조치를 내리다!》라는 339번 기사에 대해 자신을 "칸코군의 담임"이라고 한 투고자가 이 기사를 바탕으로 한국을 의인화한 칸코군과 말하는 캐릭터를 만들어 이야기를 투고한데서 비롯하였다. 이후 게시글 안에서 몇몇 이야기가 쓰여져 캐릭터가 확립되었으며, 다른 판에 전재되거나 다른 나라들도 의인화되거나 일러스트가 그려지거나 게임이 만들어지면서 니혼쨩의 세계가 확대되었다. 인터넷에서 시작된 의인화 캐릭터 중에서는 상당한 고참 정도의 수준이며, 이후에 등장한 인터넷의 의인화 놀이나 아시아 정세에 대한 관심 등에 영향을 주었다. 또한 니혼쨩은 국가를 모에화한 아후가니스탄보다 오래된 편이다.
니혼쨩은 현재 2채널 한글판의 니혼쨩 스레드로 진행되는 《연속 드라마 소설 니혼쨩》이나 믹시 그리고 독자 일러스트 코너인 그림 업로더 등으로 작품을 전개하고 있다.

## 주요 등장인물
- 니혼쨩 (히노모토 사쿠라)
- 칸코군 (박이남)
- 아메리군
- 츄고군
- 타이완쨩
- 로시아노비치군

그 외의 등장인물에 대한 설명은 니혼쨩의 등장인물 문서에서 서술한다.

## 용어 해설
- 정상 회의: G8와 정상 회담을 말하며, 극중에서는 5학년 지구 모임이 서로 이야기하여 회의를 하는 것으로 보인다. 회의에 참석하는 인물은 니혼쨩, 아메리군, 프랑수아즈쨩, 로시아노비치군, 엘리자베스쨩, 게르마하군, 마카로니노군, 캐나디안군이다.
- 싸움: 주로 전쟁을 말하며, 옛날 동네에서 일어난 대싸움이라고 하면 제2차 세계 대전을 말한다.
- 불꽃: 핵폭탄과 핵무기를 말하며, 옛날 니혼쨩의 집이 피해를 당한 것으로 보인다.
- 축구: 극중에서는 카드 게임으로 나온다.

## 주요 작품
- 국제 정세 풍자 우화집 니혼쨩 (황철광, 만화 액세스)
- 난바 구미의 니혼쨩 작품 모음

## 관련 창작
그림 업로더
- 그림 업로더 (니혼쨩 사양) 
 운영 기간：2001년경~2006년 7월 5일)
- 니혼쨩 그림 업로더 (피난소) 보관됨 2010-03-16 - 웨이백 머신 
 (운영 기간：2006년 7월 5일~)
- 업로더 
 (운영 기간：2006년 7월 30일~2007년 6월 21일)
- 니혼쨩 업로더 
 (운영 기간：2007년 6월 21일~)

그림 그리기 게시판
- 독자 일러스트 코너 Ⅰ 
 (운영 기간：2001년경~2004년 7월 6일)
- 대하 드라마 니혼쨩 독자 일러스트 코너 Ⅱ 
 (운영 기간: 2001년경~)

게임
- 역전 극동 재판 종군 위안부 문제 검증편 (공개 기간：2005년 1월 1일~2005년 7월 1일)

스튜디오 이표에 공개된 플래시 게임인 역전 재판의 패러디로, 원래는 극동 아시아 뉴스판으로 제안된 기획이었으나 후에 니혼쨩 작가나 화가가 그래픽과 시나리오에 참가하여 니혼쨩 캐릭터가 출연하는 플래시 게임이 되었으며, 이는 니혼쨩의 지명도가 오르게 된 계기의 하나가 되었다.
현재는 저작권 문제로 공개가 정지된 상태이며, 상당한 액세스가 있던 유명한 플래시 게임이었지만 캡콤은 이를 6개월 이상이나 방치하였다. 그러나 공개가 정지된 이후 캡콤에서도 플래시 게임 형식의 역전 재판 게임을 공개하였다.

## 발간 서적
- 〈니혼쨩 가이드북〉 (지은이： 니혼쨩 외전 제작위원회, 발행： 선데이사［아키바 북스 스페셜］, 2006년 1월, ISBN 978-4882030461)
- 〈니혼쨩 마니악스〉 (지은이： 니혼쨩 팬클럽, 발행： 선데이사［아키바 북스 스페셜］, 2006년 10월, ISBN 978-4882030508)
- 〈니혼쨩을 아는 버퓨어〉 (지은이： 마치나, 일러스트： 난바 구미, 발행： 야마다 유타카민 [문고], 2009년 3월, ISBN 978-4990448011)
- 〈니혼쨩을 아는 버퓨어 2〉 (지은이： 마치나, 일러스트： 난바 구미, 발행： 야마다 유타카민 [문고], 2009년 12월, ISBN 978-4990448028)

## 같이 보기
- 자유주의사관
- 반한 감정
- 네토우요
- 헤타리아 Axis Powers
- 한글판
- 호론부